# Convento de Santa María (St. Nazianz)
El Convento de Santa María (en inglés: St. Mary's Convent) se encuentra en St. Nazianz, en el estado de Wisconsin, parte de los Estados Unidos de América. Fue construido por Ambrose Oschwald, un sacerdote católico que fundó San Nazianz. El sitio fue introducido en el Registro Nacional de Lugares Históricos (National Register of Historic Places ) en el año 2001.